# Plamen (sura)
Plamen (arabsko Al-Masadd) je 111. sura (poglavje) v Koranu, ki jo sestavlja 5 ajatov (verzov). Je meška sura.
Med opravljanjem molitve (salata oz. namaza) pri tej suri verniki opravijo 1 ruku' (priklon).